# Eleições legislativas portuguesas de 1987 no distrito de Beja
| Eleições legislativas portuguesas de 1987 Distritos: Aveiro \| Beja \| Braga \| Bragança \| Castelo Branco \| Coimbra \| Évora \| Faro \| Guarda \| Leiria \| Lisboa \| Portalegre \| Porto \| Santarém \| Setúbal \| Viana do Castelo \| Vila Real \| Viseu \| Açores \| Madeira \| Estrangeiro |

## Resultados por Concelho
Os resultados nos concelhos do Distrito de Beja foram os seguintes:

### Aljustrel
| Partido                 | Partido                        | Votos  | %               | +/-  |
| ----------------------- | ------------------------------ | ------ | --------------- | ---- |
|                         | Coligação Democrática Unitária | 3 695  | 49,62 / 100,00  | 4,81 |
|                         | Partido Socialista             | 1 596  | 21,43 / 100,00  | 0,12 |
|                         | Partido Social Democrata       | 1 205  | 16,18 / 100,00  | 8,30 |
|                         | Partido Renovador Democrático  | 301    | 4,04 / 100,00   | 4,00 |
|                         | Centro Democrático e Social    | 115    | 1,54 / 100,00   | 0,08 |
|                         | União Democrática Popular      | 97     | 1,30 / 100,00   | 1,14 |
|                         | Outros                         | 268    | 3,60 / 100,00   |      |
| Votos Inválidos         | Votos Inválidos                | 169    | 2,27 / 100,00   | 0,28 |
| Total                   | Total                          | 7 446  | 100,00 / 100,00 |      |
| Eleitorado/Participação | Eleitorado/Participação        | 10 073 | 73,92 / 100,00  | 9,15 |

### Almodôvar
| Partido                 | Partido                          | Votos | %               | +/-  |
| ----------------------- | -------------------------------- | ----- | --------------- | ---- |
|                         | Partido Socialista               | 2 083 | 39,01 / 100,00  | 2,64 |
|                         | Partido Social Democrata         | 1 517 | 28,41 / 100,00  | 9,82 |
|                         | Coligação Democrática Unitária   | 995   | 18,63 / 100,00  | 3,42 |
|                         | Partido Renovador Democrático    | 195   | 3,65 / 100,00   | 4,77 |
|                         | Centro Democrático e Social      | 74    | 1,39 / 100,00   | 0,38 |
|                         | Partido Comunista (Reconstruído) | 68    | 1,27 / 100,00   | 0,59 |
|                         | Outros                           | 208   | 3,90 / 100,00   |      |
| Votos Inválidos         | Votos Inválidos                  | 200   | 3,75 / 100,00   | 0,83 |
| Total                   | Total                            | 5 340 | 100,00 / 100,00 |      |
| Eleitorado/Participação | Eleitorado/Participação          | 8 676 | 61,55 / 100,00  | 7,61 |

### Alvito
| Partido                 | Partido                           | Votos | %               | +/-  |
| ----------------------- | --------------------------------- | ----- | --------------- | ---- |
|                         | Coligação Democrática Unitária    | 605   | 34,95 / 100,00  | 3,45 |
|                         | Partido Social Democrata          | 565   | 32,64 / 100,00  | 7,34 |
|                         | Partido Socialista                | 270   | 15,60 / 100,00  | 0,54 |
|                         | Partido Renovador Democrático     | 77    | 4,45 / 100,00   | 7,91 |
|                         | Centro Democrático e Social       | 41    | 2,37 / 100,00   | 0,89 |
|                         | Movimento Democrático Português   | 21    | 1,21 / 100,00   | -    |
|                         | PCTP/MRPP                         | 21    | 1,21 / 100,00   | 0,68 |
|                         | Partido Socialista Revolucionário | 19    | 1,10 / 100,00   | 0,06 |
|                         | Outros                            | 39    | 2,25 / 100,00   |      |
| Votos Inválidos         | Votos Inválidos                   | 73    | 4,22 / 100,00   | 0,84 |
| Total                   | Total                             | 1 731 | 100,00 / 100,00 |      |
| Eleitorado/Participação | Eleitorado/Participação           | 2 278 | 75,99 / 100,00  | 6,42 |

### Barrancos
| Partido                 | Partido                           | Votos | %               | +/-   |
| ----------------------- | --------------------------------- | ----- | --------------- | ----- |
|                         | Coligação Democrática Unitária    | 450   | 38,10 / 100,00  | 12,67 |
|                         | Partido Socialista                | 273   | 23,12 / 100,00  | 2,63  |
|                         | Partido Social Democrata          | 192   | 16,26 / 100,00  | 10,79 |
|                         | Partido Renovador Democrático     | 88    | 7,45 / 100,00   | 6,65  |
|                         | Centro Democrático e Social       | 26    | 2,20 / 100,00   | 0,43  |
|                         | Partido Socialista Revolucionário | 17    | 1,44 / 100,00   | 0,05  |
|                         | União Democrática Popular         | 17    | 1,44 / 100,00   | 0,90  |
|                         | PCTP/MRPP                         | 12    | 1,02 / 100,00   | 0,71  |
|                         | Outros                            | 34    | 2,88 / 100,00   |       |
| Votos Inválidos         | Votos Inválidos                   | 72    | 6,10 / 100,00   | 2,40  |
| Total                   | Total                             | 1 181 | 100,00 / 100,00 |       |
| Eleitorado/Participação | Eleitorado/Participação           | 1 621 | 72,86 / 100,00  | 5,90  |

### Beja
| Partido                 | Partido                        | Votos  | %               | +/-   |
| ----------------------- | ------------------------------ | ------ | --------------- | ----- |
|                         | Coligação Democrática Unitária | 8 265  | 38,53 / 100,00  | 5,38  |
|                         | Partido Social Democrata       | 5 761  | 26,86 / 100,00  | 11,54 |
|                         | Partido Socialista             | 4 326  | 20,17 / 100,00  | 0,62  |
|                         | Partido Renovador Democrático  | 1 132  | 5,28 / 100,00   | 5,83  |
|                         | Centro Democrático e Social    | 401    | 1,87 / 100,00   | 0,39  |
|                         | União Democrática Popular      | 285    | 1,33 / 100,00   | 0,24  |
|                         | Outros                         | 716    | 3,33 / 100,00   |       |
| Votos Inválidos         | Votos Inválidos                | 563    | 2,62 / 100,00   | 0,22  |
| Total                   | Total                          | 21 449 | 100,00 / 100,00 |       |
| Eleitorado/Participação | Eleitorado/Participação        | 29 783 | 72,02 / 100,00  | 7,62  |

### Castro Verde
| Partido                 | Partido                         | Votos | %               | +/-   |
| ----------------------- | ------------------------------- | ----- | --------------- | ----- |
|                         | Coligação Democrática Unitária  | 1 684 | 41,78 / 100,00  | 12,04 |
|                         | Partido Social Democrata        | 809   | 20,07 / 100,00  | 8,97  |
|                         | Partido Socialista              | 787   | 19,52 / 100,00  | 1,93  |
|                         | Partido Renovador Democrático   | 247   | 6,13 / 100,00   | 2,31  |
|                         | Movimento Democrático Português | 93    | 2,31 / 100,00   | -     |
|                         | Centro Democrático e Social     | 69    | 1,71 / 100,00   | 0,26  |
|                         | União Democrática Popular       | 69    | 1,71 / 100,00   | 0,03  |
|                         | Outros                          | 136   | 3,38 / 100,00   |       |
| Votos Inválidos         | Votos Inválidos                 | 137   | 3,40 / 100,00   | 0,35  |
| Total                   | Total                           | 4 031 | 100,00 / 100,00 |       |
| Eleitorado/Participação | Eleitorado/Participação         | 6 465 | 62,35 / 100,00  | 7,38  |

### Cuba
| Partido                 | Partido                           | Votos | %               | +/-   |
| ----------------------- | --------------------------------- | ----- | --------------- | ----- |
|                         | Coligação Democrática Unitária    | 1 469 | 43,45 / 100,00  | 9,34  |
|                         | Partido Social Democrata          | 848   | 25,08 / 100,00  | 12,22 |
|                         | Partido Socialista                | 498   | 14,73 / 100,00  | 0,24  |
|                         | Partido Renovador Democrático     | 171   | 5,06 / 100,00   | 5,69  |
|                         | Centro Democrático e Social       | 61    | 1,80 / 100,00   | 0,50  |
|                         | União Democrática Popular         | 41    | 1,21 / 100,00   | 0,27  |
|                         | PCTP/MRPP                         | 40    | 1,18 / 100,00   | 0,79  |
|                         | Partido Socialista Revolucionário | 37    | 1,09 / 100,00   | 0,05  |
|                         | Outros                            | 88    | 2,61 / 100,00   |       |
| Votos Inválidos         | Votos Inválidos                   | 128   | 3,78 / 100,00   | 1,07  |
| Total                   | Total                             | 3 381 | 100,00 / 100,00 |       |
| Eleitorado/Participação | Eleitorado/Participação           | 4 633 | 72,98 / 100,00  | 8,28  |

### Ferreira do Alentejo
| Partido                 | Partido                           | Votos | %               | +/-  |
| ----------------------- | --------------------------------- | ----- | --------------- | ---- |
|                         | Coligação Democrática Unitária    | 2 503 | 39,96 / 100,00  | 5,19 |
|                         | Partido Socialista                | 1 450 | 23,15 / 100,00  | 0,17 |
|                         | Partido Social Democrata          | 1 279 | 20,42 / 100,00  | 9,60 |
|                         | Partido Renovador Democrático     | 390   | 6,23 / 100,00   | 5,89 |
|                         | Centro Democrático e Social       | 133   | 2,12 / 100,00   | 0,53 |
|                         | PCTP/MRPP                         | 71    | 1,13 / 100,00   | 0,35 |
|                         | Partido Socialista Revolucionário | 65    | 1,04 / 100,00   | 0,31 |
|                         | Outros                            | 206   | 3,29 / 100,00   |      |
| Votos Inválidos         | Votos Inválidos                   | 167   | 2,66 / 100,00   | 0,15 |
| Total                   | Total                             | 6 264 | 100,00 / 100,00 |      |
| Eleitorado/Participação | Eleitorado/Participação           | 8 877 | 70,56 / 100,00  | 7,73 |

### Mértola
| Partido                 | Partido                           | Votos | %               | +/-   |
| ----------------------- | --------------------------------- | ----- | --------------- | ----- |
|                         | Coligação Democrática Unitária    | 2 952 | 49,34 / 100,00  | 5,66  |
|                         | Partido Social Democrata          | 1 203 | 20,11 / 100,00  | 10,49 |
|                         | Partido Socialista                | 939   | 15,69 / 100,00  | 1,34  |
|                         | Partido Renovador Democrático     | 225   | 3,76 / 100,00   | 3,49  |
|                         | Centro Democrático e Social       | 93    | 1,55 / 100,00   | 0,53  |
|                         | Partido Socialista Revolucionário | 82    | 1,37 / 100,00   | 0,08  |
|                         | Outros                            | 264   | 4,42 / 100,00   |       |
| Votos Inválidos         | Votos Inválidos                   | 225   | 3,76 / 100,00   | 0,56  |
| Total                   | Total                             | 5 983 | 100,00 / 100,00 |       |
| Eleitorado/Participação | Eleitorado/Participação           | 9 486 | 63,07 / 100,00  | 4,25  |

### Moura
| Partido                 | Partido                           | Votos  | %               | +/-   |
| ----------------------- | --------------------------------- | ------ | --------------- | ----- |
|                         | Coligação Democrática Unitária    | 3 250  | 34,63 / 100,00  | 5,21  |
|                         | Partido Social Democrata          | 2 110  | 22,48 / 100,00  | 12,28 |
|                         | Partido Socialista                | 1 938  | 20,65 / 100,00  | 1,59  |
|                         | Partido Renovador Democrático     | 888    | 9,46 / 100,00   | 10,15 |
|                         | Centro Democrático e Social       | 242    | 2,58 / 100,00   | 0,20  |
|                         | Partido Socialista Revolucionário | 129    | 1,37 / 100,00   | 0,24  |
|                         | PCTP/MRPP                         | 120    | 1,28 / 100,00   | 0,48  |
|                         | União Democrática Popular         | 110    | 1,17 / 100,00   | 0,12  |
|                         | Outros                            | 264    | 2,81 / 100,00   |       |
| Votos Inválidos         | Votos Inválidos                   | 334    | 3,56 / 100,00   | 0,10  |
| Total                   | Total                             | 9 385  | 100,00 / 100,00 |       |
| Eleitorado/Participação | Eleitorado/Participação           | 15 613 | 60,11 / 100,00  | 6,80  |

### Odemira
| Partido                 | Partido                           | Votos  | %               | +/-   |
| ----------------------- | --------------------------------- | ------ | --------------- | ----- |
|                         | Coligação Democrática Unitária    | 5 724  | 33,85 / 100,00  | 8,62  |
|                         | Partido Social Democrata          | 4 363  | 25,80 / 100,00  | 11,41 |
|                         | Partido Socialista                | 3 006  | 17,78 / 100,00  | 2,23  |
|                         | Partido Renovador Democrático     | 1 398  | 8,27 / 100,00   | 7,17  |
|                         | Centro Democrático e Social       | 442    | 2,61 / 100,00   | 0,39  |
|                         | PCTP/MRPP                         | 292    | 1,73 / 100,00   | 1,07  |
|                         | Partido Socialista Revolucionário | 271    | 1,60 / 100,00   | 0,20  |
|                         | União Democrática Popular         | 192    | 1,14 / 100,00   | 0,25  |
|                         | Partido da Democracia Cristã      | 182    | 1,08 / 100,00   | 0,34  |
|                         | Outros                            | 410    | 2,43 / 100,00   |       |
| Votos Inválidos         | Votos Inválidos                   | 630    | 3,73 / 100,00   | 0,33  |
| Total                   | Total                             | 16 910 | 100,00 / 100,00 |       |
| Eleitorado/Participação | Eleitorado/Participação           | 24 479 | 69,08 / 100,00  | 3,14  |

### Ourique
| Partido                 | Partido                           | Votos | %               | +/-   |
| ----------------------- | --------------------------------- | ----- | --------------- | ----- |
|                         | Partido Social Democrata          | 1 621 | 37,65 / 100,00  | 10,70 |
|                         | Coligação Democrática Unitária    | 1 295 | 30,08 / 100,00  | 7,65  |
|                         | Partido Socialista                | 811   | 18,84 / 100,00  | 0,07  |
|                         | Partido Renovador Democrático     | 197   | 4,58 / 100,00   | 3,72  |
|                         | Centro Democrático e Social       | 69    | 1,60 / 100,00   | 0,05  |
|                         | Partido Socialista Revolucionário | 46    | 1,07 / 100,00   | 0,17  |
|                         | Outros                            | 152   | 3,53 / 100,00   |       |
| Votos Inválidos         | Votos Inválidos                   | 114   | 2,65 / 100,00   | 0,06  |
| Total                   | Total                             | 4 305 | 100,00 / 100,00 |       |
| Eleitorado/Participação | Eleitorado/Participação           | 6 657 | 64,67 / 100,00  | 7,55  |

### Serpa
| Partido                 | Partido                        | Votos  | %               | +/-  |
| ----------------------- | ------------------------------ | ------ | --------------- | ---- |
|                         | Coligação Democrática Unitária | 5 143  | 46,70 / 100,00  | 3,34 |
|                         | Partido Social Democrata       | 2 528  | 22,95 / 100,00  | 9,15 |
|                         | Partido Socialista             | 2 053  | 18,64 / 100,00  | 2,19 |
|                         | Partido Renovador Democrático  | 331    | 3,01 / 100,00   | 3,99 |
|                         | Centro Democrático e Social    | 206    | 1,87 / 100,00   | 0,34 |
|                         | Outros                         | 502    | 4,56 / 100,00   |      |
| Votos Inválidos         | Votos Inválidos                | 251    | 2,28 / 100,00   | 0,15 |
| Total                   | Total                          | 11 014 | 100,00 / 100,00 |      |
| Eleitorado/Participação | Eleitorado/Participação        | 16 673 | 66,06 / 100,00  | 7,03 |

### Vidigueira
| Partido                 | Partido                           | Votos | %               | +/-   |
| ----------------------- | --------------------------------- | ----- | --------------- | ----- |
|                         | Coligação Democrática Unitária    | 1 551 | 38,31 / 100,00  | 6,80  |
|                         | Partido Social Democrata          | 1 097 | 27,09 / 100,00  | 13,49 |
|                         | Partido Socialista                | 700   | 17,29 / 100,00  | 1,42  |
|                         | Partido Renovador Democrático     | 229   | 5,66 / 100,00   | 8,95  |
|                         | Centro Democrático e Social       | 65    | 1,61 / 100,00   | 0,86  |
|                         | Partido Socialista Revolucionário | 63    | 1,56 / 100,00   | 0,28  |
|                         | Outros                            | 190   | 4,69 / 100,00   |       |
| Votos Inválidos         | Votos Inválidos                   | 154   | 3,80 / 100,00   | 0,32  |
| Total                   | Total                             | 4 049 | 100,00 / 100,00 |       |
| Eleitorado/Participação | Eleitorado/Participação           | 5 991 | 67,58 / 100,00  | 9,13  |